# Acer hilaense
Acer hilaense é uma espécie de árvore do gênero Acer, pertencente à família Aceraceae.